# Luis Javier Santamaría González
Luis Javier Santamaría González (Málaga, 29 de enero de 1984), más conocido como Luija, es un exfutbolista español. Puede jugar en cualquier posición de la defensa, de interior y de mediocentro, su posición más natural es de lateral. Es hermano del también exfutbolista Sergio Santamaría y tío de la nadadora Diana Santamaría.

## Trayectoria
Se formó como futbolista en las categorías inferiores del Málaga CF. En 2003 fue cedido una temporada al CD Alhaurino, y luego volvió a ser cedido una temporada en el Díter Zafra para posteriormente regresar al filial malaguista en la categoría de Segunda División A. En el Málaga CF disputó un total de 27 partidos y fue convocado con el primer equipo donde no llegó a debutar.
En el verano de 2007 ficha por el Lucena CF, donde permanece hasta el año 2009, donde ficha por el Antequera CF. En la temporada entre 2010 y 2011 juega con el Alhaurín de la Torre CF, llegando a disputar los play-offs de ascenso a Segunda División B. En verano de 2011 ficha por la Unión Estepona CF donde vuelve a disputar los play-offs de ascenso a Segunda División B. 
En 2014 firma nuevamente por el Alhaurín de la Torre CF de Tercera División de España - Grupo IX. En la temporada de 2015 juega en el CD Rincón. Actualmente milita en el equipo de Vélez CF de 
Tercera División de España - Grupo IX. 

## Clubes
| Club                             | País   | Año       |
| -------------------------------- | ------ | --------- |
| Alhaurín de la Torre CF (cedido) | España | 2003-2004 |
| CD Díter Zafra (cedido)          | España | 2004-2005 |
| Málaga B                         | España | 2005-2007 |
| Lucena CF                        | España | 2007-2009 |
| Antequera CF                     | España | 2009-2010 |
| Alhaurín de la Torre CF          | España | 2010-2011 |
| Unión Estepona                   | España | 2011-2013 |
| Alhaurín de la Torre CF          | España | 2014-2015 |
| CD Rincón                        | España | 2015-2016 |
| Vélez CF                         | España | 2018-2019 |
| UD Torre del Mar                 | España | 2019-2021 |
| CD Rincón                        | España | 2021-2022 |

- Datos: Q5983708